# أولاد العربي (أولاد زيدان)
أولاد العربي هو دُوَّار يقع بجماعة أولاد زيدان، إقليم برشيد، جهة الدار البيضاء سطات في المملكة المغربية. ينتمي الدوّار لمشيخة أولاد زيدان التي تضم 8 دواوير. يقدر عدد سكانه بـ 413 نسمة حسب الإحصاء الرسمي للسكان والسكنى لسنة 2004.

## روابط خارجية
- البوابة الوطنية للجماعات الترابية
- المندوبية السامية للتخطيط